# محمدامین میرزا
محمدامین میرزا (زاده ۱۲۳۴ - درگذشت ؟) پسر چهل و پنجم فتحعلی‌شاه بود.
مادرش مشتری باجی یکی از زنان محبوب فتحعلی‌شاه و از اهل شیراز بود و تبحر فراوانی در موسیقی داشت. محمدمهدی میرزا و محمدهادی میرزا برادران تنی محمدامین میرزا بودند. در خردسالی تربیت او را به «ننه کوچک» آشپز مخصوص فتحعلی‌شاه که دختر محمدتقی‌خان زند بود، واگذار کردند. مدتی از طرف برادرش علیقلی میرزا اعتضادالسلطنه نایب‌الحکومه ملایر و تویسرکان بود. در سال ۱۲۹۰ قمری به به حکومت گلپایگان و خوانسار رسید و سپس حاکم سبزوار شد.
محمدامین میرزا شخصی خوش صحبت و باسلیقه و مهمان دوست بود. در قماربازی مهارت فراوان داشت و کتابی به نام «قمارخانه» تألیف کرده است که در حال حاضر در کتابخانه و موزه ملی ملک نگهداری می‌شود. او پسری به نام عبدالله میرزا و چند دختر داشت. حمیدرضا صدر، نویسنده و منتقد سینما در دوران معاصر، از نوادگان دختری محمدامین میرزا بود.